# Atkins-kostplan
Atkins-kosplanen er en kostplan udviklet af den amerikanske hjertelæge Robert Atkins. Den består af fire faser og tre "søjler", hvor den sidste fase skal vare resten af livet. Det tre søjler er: Kost, Motion og Kosttilskud.
Dr. Atkins var under sine studier overvægtig, og meget glad for mad. Han studerede derfor tilgængelig forskning, for at finde en måde at tabe sig på, hvor han stadig kunne spise mad han synes var lækkert. Han begyndte senere at anbefale sine patienter kostplanen, og har udgivet flere bøger.
Kostplanen går stik mod gængse fedtfattige kostplaner, og anbefaler i stedet at begrænse kulhydrater i kosten. Faktisk fremhæver Dr. Atkins fedts sundhedsværdi, pga. de næringsstoffer det indeholder. 
Undersøgelser har vist, at Atkins kostplan er ganske effektiv hvis man vil tabe sig, og samtidig giver den tilsyneladende ikke de problemer med kolesterol, som nogen ellers havde frygtet, tværtimod. Der er dog stadig megen skepsis mod diæten, og mange både seriøse og mindre seriøse undersøgelser har prøvet at bevise at diæten er usund. Der er også angivet cases, hvor folk på diæten er blevet syge.  Det har dog ikke været muligt at bevise sammenhæng mellem sygdommen og diæten. Så vidt vides, er der endnu ikke lykkedes at komme med forskning som beviser at diæten er usund for hjertekar. Derimod klager nogen over forstoppelse og andre maveproblemer. Dr. Atkins (og mange andre) anbefaler (anbefalede) i forbindelse med sådanne problemer, at tage skaller fra loppefrø (i Danmark fås det i håndkøb på apoteket f.eks. gennem produktet HUSK), i tilfælde af problemer.
Kostplanen er ganske forskellig fra hvad en gennemsnitsborger i vesten spiser, og det kan måske være med til at gøre det svært at følge den. I hvert fald er et af hovedproblemerne med Atkins kostplan, at mange allerede falder fra efter kun et halvt til et helt år, på trods af gode resultater. (Mangler kilde, men der er flere).

## Bivirkninger
- Atkins-diæten anføres at kunne give mere diarre, træthed, udslæt og muskelkramper[3].
- Et højt proteinindtag kan desuden forårsage knogleskørhed[4].